# Tyvö
Tyvö är en ö i Stockholms skärgård.

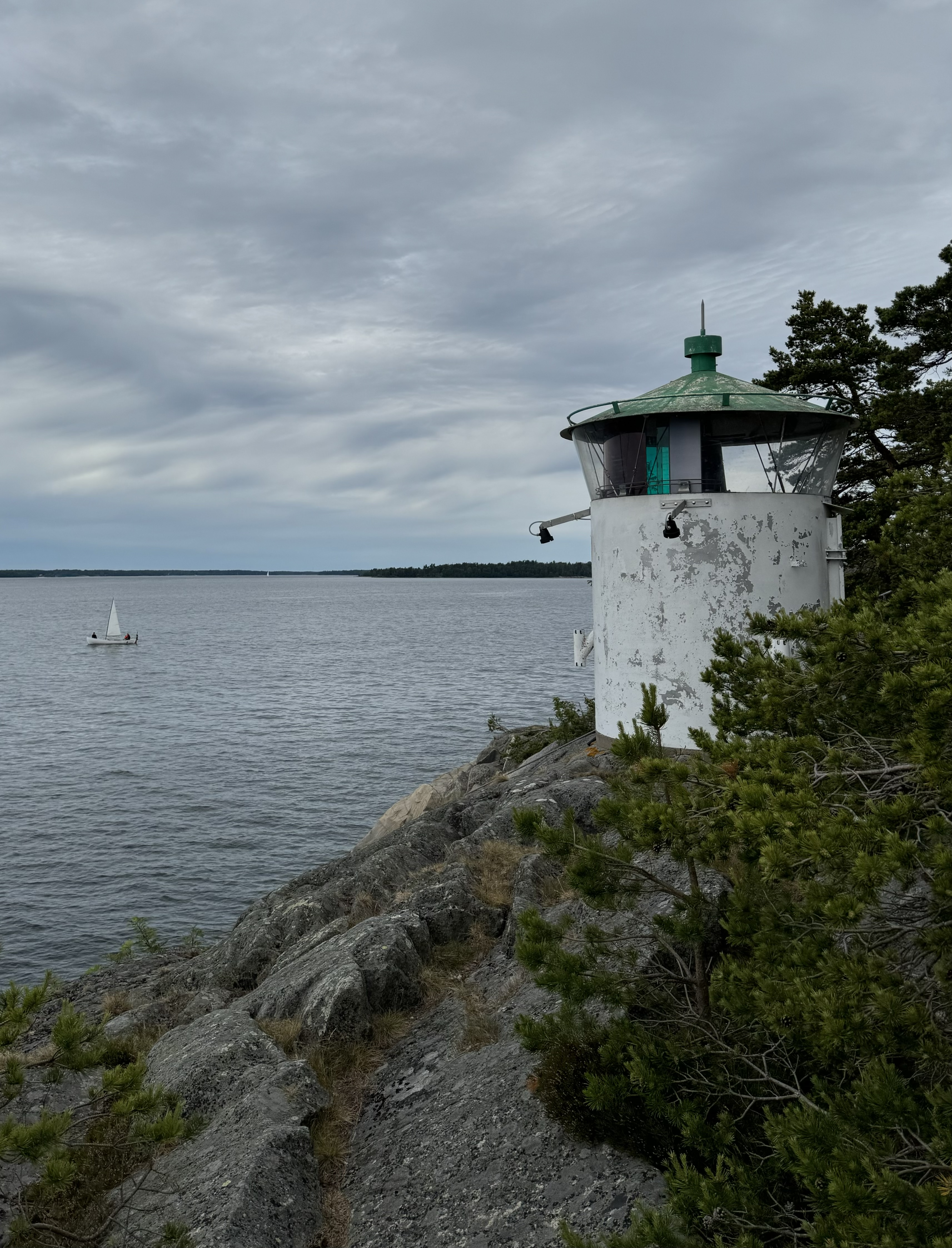
Tyvö fyr är en obemannad ledfyr på öns västra kust, fyrplatsen anlades 1883.

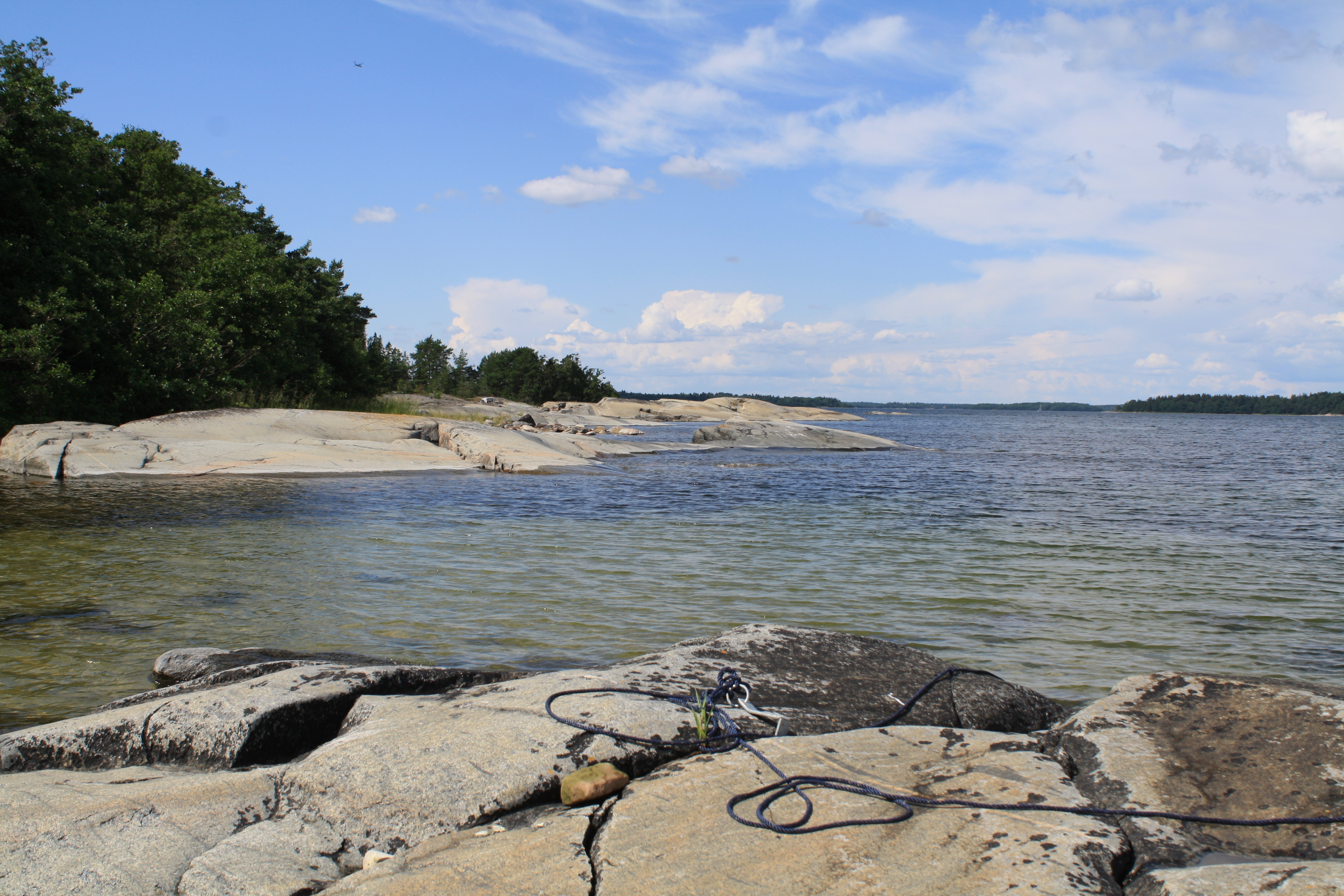
Tyvös norra sida en septemberdag.

Tyvö ligger cirka 2 sjömil nordost om Rådmansölandet vid Norrtäljevikens mynning. Det är en 1,5 km lång och drygt 1,5 km bred ö.
Tyvö ägs idag av stiftelsen ”Gunnar och Elsa Jäderlunds minne”. Det finns 60 fritidshus på ön samt några lägenheter för uthyrning i ett av gårdshusen. Norra delen av ön är obebyggd, eftersom det under lång tid varit militärt område.
Vid ångbåtsbryggan belägen på västra sidan ligger öns stolthet Paviljongen, allmänt kallad ”pavven” som funnits där sedan 1933. Där har bland annat varit servering, sommardanser och familjefester under ett antal år. Numera används den enbart till interna fester för Tyvöborna, samt den traditionella festen i samband med Skärgårdscupen i fotboll som startade 1976.
Under sommarsäsongen trafikeras ön av Blidösundsbolagets fartyg M/S  Sjöbris eller M/S Sjögull och Waxholmsbolagets båtar. På Tyvö finns det varken bil- eller cykelvägar, utan endast små stigar som leder över hela ön och förbinder de bebyggda delarna med den helt orörda naturen på norra sidan. Där ligger också Stora och Lilla Badviken med utsikt över Havssvalget.
Tyvö var en av de öar som härjades av den ryska galärflottan 1719 i de så kallade rysshärjningarna, två hemman brändes.